# Bundestagsausschüsse des 20. Deutschen Bundestages
Im Folgenden sind die 25 ständigen Bundestagsausschüsse des 20. Deutschen Bundestages aufgeführt. Bis auf den Petitionsausschusses, der sich am 11. November 2021 mit zunächst 19 Mitgliedern unter dem Vorsitz der Bundestagsvizepräsidentin Yvonne Magwas konstituierte, wurden die Ausschüsse am 9. Dezember 2021 eingesetzt. Bis zu ihrer Konstituierung übernahm ein Hauptausschuss deren Aufgaben. Der 19. Deutsche Bundestag verfügte ebenfalls über 25 ständige Ausschüsse, wobei dabei der Wahlprüfungsausschuss mitgezählt wurde, der diese Legislaturperiode getrennt von den anderen Ausschüssen am 11. November 2021 eingesetzt wurde. Neu hinzugekommen ist der Ausschuss für Klimaschutz und Energie.

## Ausschüsse
Am 15. Dezember 2021 kamen die Ausschüsse zu ihren konstituierenden Sitzungen und der Wahl ihrer Vorsitzenden zusammen. Dabei erhielten die drei Kandidaten der AfD jeweils keine Mehrheit, betroffen waren Jörg Schneider (Gesundheit), Dietmar Friedhoff (Entwicklung) und Martin Hess (Innen). Bereits zuvor hatte sich im letztgenannten Fall Kritik an anderen Parteien entzündet, da sie sich bei ihren Zugriffsrechten für andere Ausschüsse entschieden und so erst der in Teilen rechtsextremen AfD den Anspruch auf die Leitung gerade des Ausschusses ermöglicht hatten, der in sicherheitsrelevanten Bereichen eine zentrale Rolle spielt. Auch gegen die Besetzung von Klaus Ernst als Vorsitzendem des Klimaausschusses gab es Proteste, da dieser in der Vergangenheit die existenzielle Bedrohung durch die Klimakrise wiederholt relativiert hatte.
Legende:

(...) = Als beratendes Mitglied.
| Nr. | Ausschuss                                                                                                | Vorsitz                                              | Ges. | SPD | CDU/ CSU | Grüne | FDP | AfD | Linke | BSW | FL     |
| --- | --- | ---------------------------------------------------- | ---- | --- | -------- | ----- | --- | --- | ----- | --- | ------ |
| 1.  | Ausschuss für Wahlprüfung, Immunität und Geschäftsordnung                                                | Daniela Ludwig                                       | 19   | 6   | 5        | 3     | 2   | 2   | 1     | –   | –      |
| 2.  | Petitionsausschuss                                                                                       | Yvonne Magwas (kommissarisch) Bis 15. Dezember 2021. | 19   | 6   | 5        | 3     | 2   | 2   | 1     | –   | –      |
| 2.  | Petitionsausschuss                                                                                       | Martina Stamm-Fibich Ab 15. Dezember 2021.           | 30   | 9   | 8        | 5     | 4   | 3   | 1     | –   | –      |
| 3.  | Auswärtiger Ausschuss                                                                                    | Michael Roth                                         | 46   | 13  | 12       | 8     | 6   | 5   | 1     | 1   | a(1) a |
| 4.  | Ausschuss für Inneres und Heimat                                                                         | Lars Castellucci (stellvertretend)                   | 47   | 13  | 13       | 7     | 6   | 5   | 2     | 1   | a(2) b |
| 5.  | Sportausschuss                                                                                           | Frank Ullrich                                        | 19   | 6   | 5        | 3     | 2   | 2   | 1     | –   | –      |
| 6.  | Rechtsausschuss                                                                                          | Elisabeth Winkelmeier-Becker                         | 39   | 12  | 11       | 6     | 5   | 4   | 1     | –   | b(1) c |
| 7.  | Finanzausschuss                                                                                          | Alois Rainer                                         | 45   | 13  | 12       | 7     | 6   | 5   | 2     | –   | –      |
| 8.  | Haushaltsausschuss                                                                                       | Helge Braun                                          | 46   | 13  | 12       | 7     | 6   | 5   | 2     | 1   | –      |
| 9.  | Wirtschaftsausschuss                                                                                     | Michael Grosse-Brömer                                | 33   | 10  | 9        | 5     | 4   | 4   | 1     | –   | –      |
| 10. | Ausschuss für Ernährung und Landwirtschaft                                                               | Hermann Färber                                       | 34   | 10  | 9        | 6     | 4   | 4   | 1     | –   | –      |
| 11. | Ausschuss für Arbeit und Soziales                                                                        | Bernd Rützel                                         | 49   | 14  | 13       | 8     | 6   | 5   | 2     | 1   | b(1) d |
| 12. | Verteidigungsausschuss                                                                                   | Marcus Faber                                         | 38   | 11  | 10       | 6     | 5   | 4   | 1     | 1   | –      |
| 13. | Ausschuss für Familie, Senioren, Frauen und Jugend                                                       | Ulrike Bahr                                          | 38   | 11  | 10       | 6     | 5   | 4   | 1     | 1   | b(1) e |
| 14. | Ausschuss für Gesundheit                                                                                 | Kirsten Kappert-Gonther (stellvertretend)            | 43   | 12  | 11       | 7     | 5   | 5   | 2     | 1   | –      |
| 15. | Verkehrsausschuss                                                                                        | Udo Schiefner                                        | 33   | 10  | 9        | 5     | 4   | 4   | 1     | –   | –      |
| 16. | Ausschuss für Umwelt, Naturschutz, nukleare Sicherheit und Verbraucherschutz                             | Harald Ebner                                         | 38   | 11  | 10       | 6     | 5   | 4   | 1     | 1   | –      |
| 17. | Ausschuss für Menschenrechte und humanitäre Hilfe                                                        | Renata Alt                                           | 19   | 6   | 5        | 3     | 2   | 2   | 1     | –   | –      |
| 18. | Ausschuss für Bildung, Forschung und Technikfolgenabschätzung                                            | Kai Gehring                                          | 38   | 11  | 10       | 6     | 5   | 4   | 1     | 1   | –      |
| 19. | Ausschuss für wirtschaftliche Zusammenarbeit und Entwicklung                                             | Christoph Hoffmann (stellvertretend)                 | 24   | 7   | 6        | 4     | 3   | 3   | 1     | –   | –      |
| 20. | Ausschuss für Tourismus                                                                                  | Jana Schimke                                         | 19   | 6   | 5        | 3     | 2   | 2   | 1     | –   | –      |
| 21. | Ausschuss für die Angelegenheiten der Europäischen Union Dazu kommen 16 Mitglieder des Europaparlaments. | Anton Hofreiter                                      | 41   | 12  | 12       | 7     | 5   | 4   | 1     | –   | –      |
| 22. | Ausschuss für Kultur und Medien                                                                          | Katrin Budde                                         | 19   | 6   | 5        | 3     | 2   | 2   | 1     | –   | –      |
| 23. | Ausschuss für Wohnen, Stadtentwicklung, Bauwesen und Kommunen                                            | Sandra Weeser                                        | 33   | 10  | 9        | 5     | 4   | 4   | 1     | –   | –      |
| 24. | Ausschuss für Klimaschutz und Energie                                                                    | Klaus Ernst Bis 13. März 2024                        | 34   | 10  | 9        | 5     | 4   | 4   | 2     | –   | –      |
| 24. | Ausschuss für Klimaschutz und Energie                                                                    | Katrin Zschau Ab 13. März 2024                       | 33   | 10  | 9        | 5     | 4   | 4   | 1     | –   | –      |
| 25. | Ausschuss für Digitales                                                                                  | Tabea Rößner                                         | 33   | 10  | 9        | 5     | 4   | 4   | 1     | –   | –      |

## Unterausschüsse
Als erster Ausschuss hat am 12. Januar 2022 der Haushaltsausschuss Unterausschüsse eingesetzt.
| Ausschuss                                          | Unterausschuss                                                                              | Vorsitz                          | Ges. | SPD | CDU/ CSU | Grüne | FDP | AfD | Linke | BSW |
| -------------------------------------------------- | ------------------------------------------------------------------------------------------- | -------------------------------- | ---- | --- | -------- | ----- | --- | --- | ----- | --- |
| Auswärtiger Ausschuss                              | Unterausschuss Abrüstung, Rüstungskontrolle und Nichtverbreitung                            | Armin Laschet                    | 10   | 3   | 3        | 2     | 1   | 1   | –     | –   |
| Auswärtiger Ausschuss                              | Unterausschuss Auswärtige Kultur- und Bildungspolitik                                       | Michelle Müntefering             | 11   | 3   | 3        | 2     | 1   | 1   | 1     | –   |
| Auswärtiger Ausschuss                              | Unterausschuss Internationale Klima- und Energiepolitik                                     | Lisa Badum                       | 11   | 3   | 3        | 2     | 1   | 1   | 1     | –   |
| Auswärtiger Ausschuss                              | Unterausschuss Vereinte Nationen, internationale Organisationen und zivile Krisenprävention | Monika Grütters                  | 11   | 3   | 3        | 2     | 1   | 1   | 1     | –   |
| Ausschuss für Familie, Senioren, Frauen und Jugend | Kinderkommission - Kommission zur Wahrnehmung der Belange der Kinder                        | wechselnd                        | 6    | 1   | 1        | 1     | 1   | 1   | 1     | –   |
| Ausschuss für Familie, Senioren, Frauen und Jugend | Unterausschuss Bürgerschaftliches Engagement                                                | Ariane Fäscher (stellvertretend) | 13   | 4   | 3        | 2     | 2   | 1   | 1     | –   |
| Ausschuss für Gesundheit                           | Unterausschuss Globale Gesundheit                                                           | Andrew Ullmann                   | 16   | 5   | 4        | 3     | 2   | 2   | –     | –   |
| Ausschuss für Inneres und Heimat                   | Kuratorium der Bundeszentrale für politische Bildung                                        | Simona Koß                       | 22   | 6   | 6        | 4     | 3   | 2   | 1     | –   |
| Haushaltsausschuss                                 | Rechnungsprüfungsausschuss                                                                  | Martin Gerster                   | 19   | 6   | 5        | 3     | 2   | 2   | 1     | –   |
| Haushaltsausschuss                                 | Unterausschuss zu Fragen der Europäischen Union                                             | Silke Launert                    | 13   | 4   | 4        | 2     | 2   | 1   | –     | –   |
| Rechtsausschuss                                    | Unterausschuss Europarecht                                                                  | Zanda Martens                    | 10   | 3   | 3        | 2     | 1   | 1   | –     | –   |

## Untersuchungsausschüsse
Nach Artikel 44 des Grundgesetzes kann der Deutsche Bundestag auf Antrag eines Viertels seiner Mitglieder einen Untersuchungsausschuss einsetzen. Folgende Untersuchungsausschüsse wurden eingesetzt:
| Nr. | Untersuchungsausschuss | Vorsitz      | Ges. | SPD | CDU/ CSU | Grüne | FDP | AfD | Linke | BSW |
| --- | ---------------------- | ------------ | ---- | --- | -------- | ----- | --- | --- | ----- | --- |
| 1.  | Afghanistan            | Ralf Stegner | 11   | 3   | 3        | 2     | 2   | 1   | –     | –   |
| 2.  | Atomausstieg           | Stefan Heck  | 11   | 3   | 3        | 2     | 2   | 1   | –     | –   |

## Weitere Gremien
Daneben bestehen als weitere Gremien:
| Gremium | Vorsitz                       | Ges.  | SPD | CDU/ CSU | Grüne | FDP | AfD  | Linke | BSW | Frtl. |
| --- | ----------------------------- | ----- | --- | -------- | ----- | --- | ---- | ----- | --- | ----- |
| Ältestenrat Dazu kommen die derzeit sechs Mitglieder des Präsidiums.                                                                           | Bärbel Bas                    | 25    | 7   | 6        | 4     | 3   | 3    | 1     | 1   | –     |
| Bundesfinanzierungsgremium | Jamila Schäfer                | 12    | 4   | 4        | 2     | 2   | b– b | –     | –   | –     |
| Deutsch-Französische Parlamentarische Versammlung Dazu kommen 50 Mitglieder der Assemblée nationale.                                           | Bärbel Bas a                  | 48    | 14  | 14       | 7     | 7   | 6    | –     | –   | –     |
| Enquete-Kommission „Lehren aus Afghanistan für das künftige vernetzte Engagement Deutschlands“                                                 | Michael Müller                | 11    | 3   | 3        | 2     | 2   | 1    | –     | –   | –     |
| G 10-Kommission | Bertold Huber                 | c5 c  | 2   | 1        | 1     | 1   | –    | –     | –   | –     |
| Gemeinsamer Ausschuss Dazu kommen 16 Mitglieder des Bundesrats.                                                                                | Bärbel Bas                    | 32    | 10  | 9        | 5     | 4   | 4    | –     | –   | –     |
| Gremium gemäß § 80 des Zollfahndungsdienstgesetzes                                                                                             | Carlos Kasper                 | 9     | 3   | 3        | 1     | 1   | 1    | –     | –   | –     |
| Gremium nach Artikel 13 Absatz 6 Grundgesetz                                                                                                   | Sonja Eichwede                | 12    | 3   | 3        | 2     | 2   | –    | 1     | –   | 01 g  |
| Gremium „Sondervermögen Bundeswehr“ | Wiebke Esdar                  | 13    | 4   | 4        | 2     | 2   | b– b | –     | –   | –     |
| Parlamentarischer Beirat für nachhaltige Entwicklung                                                                                           | Helmut Kleebank               | 20    | 6   | 6        | 3     | 3   | 2    | –     | –   | –     |
| Parlamentarisches Kontrollgremium | Konstantin von Notz           | 13    | 4   | 4        | 2     | 2   | b– b | 1     | –   | –     |
| Richterwahlausschuss Dazu kommen die 16 für die dem jeweiligen obersten Gerichtshof untergeordneten Landesgerichte zuständigen Landesminister. | Marco Buschmann f             | c12 c | 5   | 3        | 2     | 1   | 1    | –     | –   | –     |
| Vermittlungsausschuss Dazu kommen 16 Mitglieder des Bundesrats.                                                                                | Hendrik Hoppenstedt d         | 16    | 4   | 4        | 3     | 2   | 2    | 1     | –   | –     |
| Vertrauensgremium | Christoph Meyer               | 12    | 4   | 4        | 2     | 2   | b– b | –     | –   | –     |
| Wahlausschuss für die vom Deutschen Bundestag zu berufenden Richter des Bundesverfassungsgerichts                                              | Renate Künast e               | 12    | 5   | 3        | 2     | 1   | 1    | –     | –   | –     |
| Wahlprüfungsausschuss | Daniela Ludwig                | 9     | 3   | 3        | 1     | 1   | 1    | –     | (1) | –     |
| Wahlrechtskommission Dazu kommen 13 Sachverständige.                                                                                           | Johannes Fechner, Nina Warken | 13    | 4   | 3        | 2     | 2   | 1    | 1     | –   | –     |

## Delegationen zu internationalen parlamentarischen Versammlungen
Der Bundestag entsendet Delegationen zu den folgenden internationalen parlamentarischen Versammlungen:
| Gremium                                                                                          | Delegationsleitung                | Ges. | SPD | CDU/ CSU | Grüne | FDP | AfD | Linke | BSW |
| ------------------------------------------------------------------------------------------------ | --------------------------------- | ---- | --- | -------- | ----- | --- | --- | ----- | --- |
| Parlamentarische Versammlung der OSZE                                                            | Robin Wagener                     | 13   | 4   | 4        | 2     | 2   | 1   | –     | –   |
| Parlamentarische Versammlung der NATO                                                            | Johann Wadephul                   | 12   | 4   | 3        | 2     | 2   | 1   | –     | –   |
| Parlamentarische Versammlung des Europarates                                                     | Frank Schwabe                     | 18   | 5   | 5        | 3     | 2   | 2   | –     | –   |
| Interparlamentarische Union                                                                      | Ralph Brinkhaus                   | 8    | 3   | 2        | 1     | 1   | 1   | –     | –   |
| Konferenz über Stabilität, wirtschaftspolitische Koordinierung und Steuerung in der EU           | Christian Petry Delegationsleiter | 11   | 3   | 3        | 2     | 1   | 1   | –     | –   |
| Interparlamentarische Konferenz für die Gemeinsame Außen-, Sicherheits- und Verteidigungspolitik | Marcus Faber                      | 6    | 2   | 1        | 1     | 2   | 1   | –     | –   |
| Parlamentarische Versammlung der Union für den Mittelmeerraum                                    | Nezahat Baradari                  | 5    | 1   | 1        | 1     | 1   | 1   | –     | –   |
| Ostseeparlamentarierkonferenz                                                                    | Johannes Schraps                  | 5    | 1   | 1        | 1     | 1   | 1   | –     | –   |

## Ehemalige Ausschüsse
| Ausschuss      | Vorsitz    | Ges. | SPD | CDU/ CSU | Grüne | FDP | AfD | Linke |
| -------------- | ---------- | ---- | --- | -------- | ----- | --- | --- | ----- |
| Hauptausschuss | Bärbel Bas | 31   | 9   | 8        | 5     | 4   | 3   | 2     |